# Иванов, Валерий Вячеславович
Валерий Вячеславович Иванов (29 ноября 1975, Волжск — 19 мая 1995) — российский военнослужащий, гвардии рядовой, Герой Российской Федерации.

## Биография
Родился 29 ноября 1975 года в городе Волжск Республики Марий Эл в семье рабочего. Детские годы провел в деревне Большой Олыкъял Волжского района. В 1993 году окончил 11 классов школы № 2 города Волжска. Ещё в школе активно занимался спортом, окончил школу телохранителей в городе Йошкар-Ола. До призыва в армию работал тренером в детском клубе.
8 декабря 1993 года Волжским районным военным комиссариатом был призван для прохождения срочной службы в Российскую армию. Начал службу в городе Калининград, с сентября 1994 года продолжил на Северном Кавказе. Принимал участие в боевых действиях в Чеченской республике.
19 мая 1995 года второй артиллерийский дивизион выполнял задачу по огневому поражению противника. Позиции дивизиона были обстреляны минометным огнём противника. В результате попадания загорелась самоходная установка, в экипаже которой был гвардии рядовой Иванов. Солдат, проявив смелость и инициативу, принял решительные меры к тому, чтобы отогнать установку с огневой позиции. От возникшего пожара боевая установка загорелась и взорвалась. Отважный боец погиб, но своими действиями спас жизнь многих своих товарищей.
Указом Президента Российской Федерации от 1 декабря 1995 года за мужество и героизм, проявленные при выполнении специального задания гвардии рядовому Иванову Валерию Вячеславовичу присвоено звание Героя Российской Федерации посмертно.
Он стал первым уроженцем республики Марий Эл, удостоенном высокого звания Героя Российской Федерации. Именем героя названы школа, где он учился и одна из улиц города.